# Борець за соціальну справедливість
Борець за соціальну справедливість (англ. Social justice warrior, SJW) — пейоративний термін для людей, що пропагують ліві соціальні погляди, закликають до захисту фемінізму, цивільних прав, або мультикультуралізму.
Фраза виникла в кінці XX століття як нейтральний або позитивний термін для людей, що займають активну соціальну позицію та всіляко захищають соціальну справедливість. У 2011 році, коли цей термін вперше з'явився у Твіттер, він змінився від переважно позитивного терміна до переважно негативного. Під час скандалу Геймергейт негативний сенс терміна отримав все більш широке використання.
Переважно під «SJW» мають на увазі блогерів, вихованих у культурі політкоректності та фемінізму, і таких, що вважають, що боротьба з соціальною несправедливістю зводиться до боротьби з явною чи неявною дискримінацією тих чи інших груп людей.